# Gerald Prince
Gerald J. Prince (Alejandría, Egipto, 7 de noviembre de 1942) es un profesor y teórico literario estadounidense. Profesor de Lenguas Romances en la Universidad de Pensilvania, colabora con el Programa de Literatura Comparada y con la Escuela Annenberg de Comunicación. 

## Biografía
Prince obtuvo el título de doctor Ph D. por la Universidad Brown (1968). Es un destacado estudioso de la teoría narrativa y ha ayudado a dar forma a la disciplina conocida como narratología, con el desarrollo de conceptos clave como el de narratario, la narratividad, el disnarratario y la gramática de la narrativa. Además de su trabajo teórico, es un distinguido crítico de literatura francesa contemporánea, y está considerado como una autoridad en la novela francesa del siglo XX.
Prince ha sido traducido a varios idiomas y ha sido profesor visitante en universidades de Francia, Bélgica, Italia, Australia y Canadá, así como de Estados Unidos. Es editor general de la colección "Etapes" de la editorial Nebraska University Press. Asimismo, colabora con una docena de editoriales y es miembro de varios consejos asesores. En 2013 recibió el premio Wayne C. Booth Lifetime Achievement de la Sociedad Internacional para el Estudio de la Narrativa, una organización que presidió en 2007.

## Obras
- Métaphysique et technique dans l'oeuvre romanesque de Sartre. Geneva: Droz, 1968.[6]
- A Grammar of Stories. Berlin: Mouton, 1973.[7]
- Narratology: The Form and Functioning of Narrative. Berlin: Mouton, 1982.[8]
- A Dictionary of Narratology. Lincoln: University of Nebraska Press, 1987.[9]
- Narrative as Theme: Studies in French Fiction. Lincoln: University of Nebraska Press, 1992.[10]
- Alteratives. Co-edited with Warren Motte. Lexington: French Forum, 1993.[11]
- Autobiography, Historiography, and Rhetoric. Co-edited with Mary Donaldson-Evans and Lucienne Frappier-Mazur. Ámsterdam: Rodopi, 1994.[12]
- Corps/Décors: Femmes, Orgies, Parodies.  Co-edited with Catherine Nesci and Gretchen Van Slyke. Ámsterdam: Rodopi, 1999.[13]
- Eroticisms/Érotismes. Co-edited with Roger Célestin and Éliane DalMolin. Special issue of Sites, vol. 6, no. 1, 2002.[14]
- Guide du roman de langue française (1901-1950). Lanham: University Press of America, 2002.[15]
- Résurgence/Oubli.  Co-edited with Sabrinelle Bedrane and Bruno Blanckeman. Special issue of French Forum, vol. 41. no. 1-2, 2016.[16]
- Geographical Narratology (special issue of Frontiers of Narrative Studies, vol. 4, no. 2, 2018.[17]
- Guide du roman de langue française (1951-2000). Paris: Vérone, 2019.[18]